# Ascalenia
Ascalenia is een geslacht van vlinders uit de familie van de prachtmotten (Cosmopterigidae).

## Soorten
- A. acaciella Chretien, 1915
- A. albitergis Meyrick, 1926
- A. antidesma (Meyrick, 1913)
- A. antiqua Meyrick, 1925
- A. archaica (Meyrick, 1917)
- A. beieri Kasy, 1968
- A. bialbipunctella Legrand, 1966
- A. bifasciella Chrétien, 1915
- A. callynella Kasy, 1968
- A. cardinata (Meyrick, 1918)
- A. ceanothiella (Meyrick, 1915)
- A. centropselia Meyrick, 1931
- A. conformata Meyrick, 1921
- A. crypsiloga (Meyrick, 1915)
- A. decolorella Sinev, 1984
- A. echidnias (Meyrick, 1891)
- A. epicrypta (Meyrick, 1915)
- A. exodroma (Meyrick, 1897)
- A. gastrocosma Meyrick, 1931
- A. grisella Kusnetzov, 1957
- A. icriota (Meyrick, 1915)
- A. imbella Kasy, 1975
- A. isotacta (Meyrick, 1911)
- A. jerichoella (Amsel, 1935)
- A. kabulella Kasy, 1969
- A. kairaella Kasy, 1969
- A. leucomelanella (Rebel, 1916)
- A. liparophanes Meyrick, 1932
- A. melanogastra (Meyrick, 1918)
- A. molifera (Meyrick, 1915)
- A. nudicornis (Meyrick, 1913)
- A. pachnodes (Meyrick, 1917)
- A. pancrypta (Meyrick, 1915)
- A. phalacra (Meyrick, 1909)
- A. phaneracma Meyrick, 1921
- A. plumbata (Meyrick, 1915)
- A. praediata Meyrick, 1922
- A. pseudofusella Legrand, 1966
- A. pulverata (Meyrick, 1913)
- A. revelata Meyrick, 1922
- A. scotochalca Meyrick, 1934
- A. secretifera Meyrick, 1932
- A. semnostola (Meyrick, 1897)
- A. signatella Chrétien, 1915
- A. sirjanella Kasy, 1975
- A. spermatica (Meyrick, 1915)
- A. stagnans Meyrick, 1921
- A. staurocentra (Meyrick, 1915)
- A. subusta Meyrick, 1921
- A. synclina Meyrick, 1908
- A. tergipunctella (Turati, 1924)
- A. thoracista (Meyrick, 1915)
- A. unifasciella Kasy, 1969
- A. vadata Meyrick, 1922
- A. vanella (Frey, 1860)
- A. vanelloides Gerasimov, 1930
- A. viviparella Kasy, 1969